# خانتی-مانسییسک
شهر خانتی-مانسییسک (به روسی: Ханты-Мансийск) در کشور روسیه و در اوکروگ خانتی-مانسی اوتونوموس واقع شده‌است.

## نگارخانه

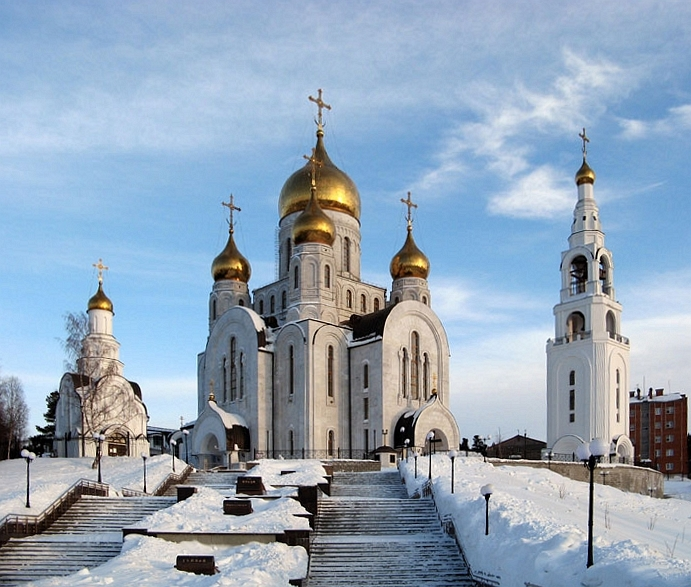
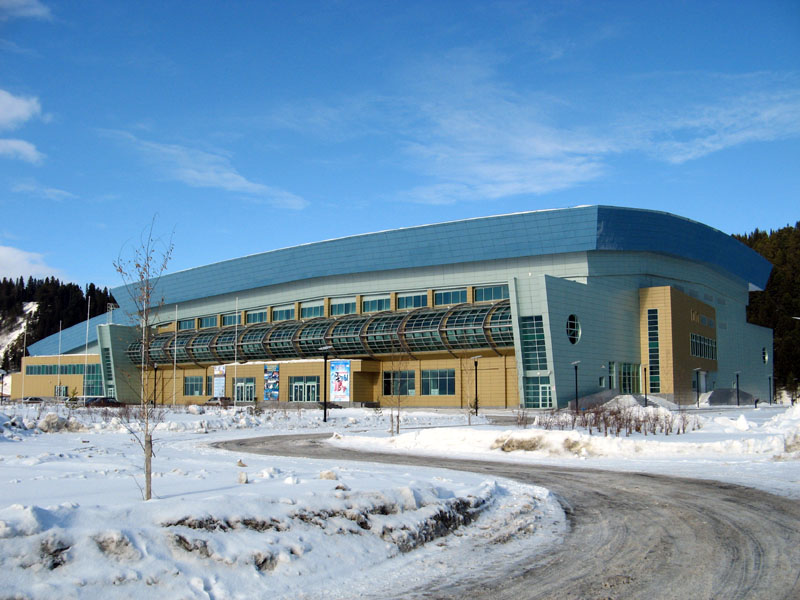
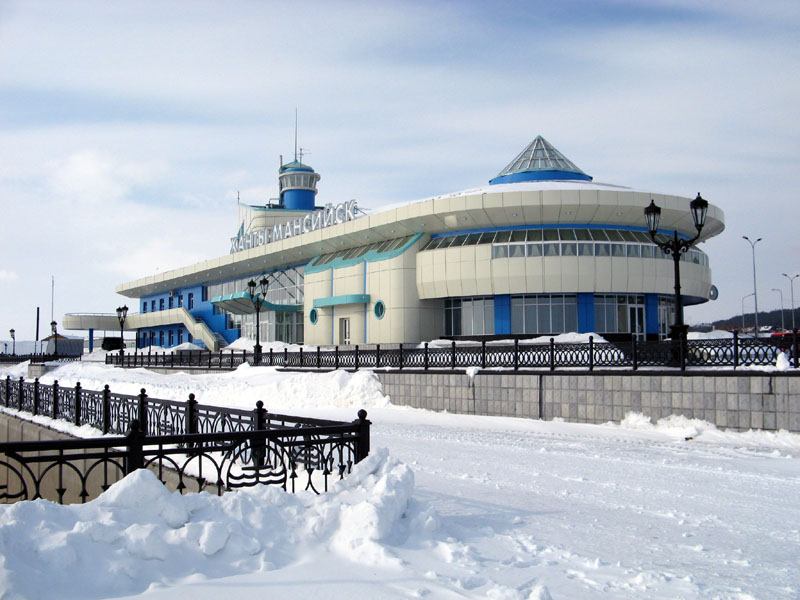
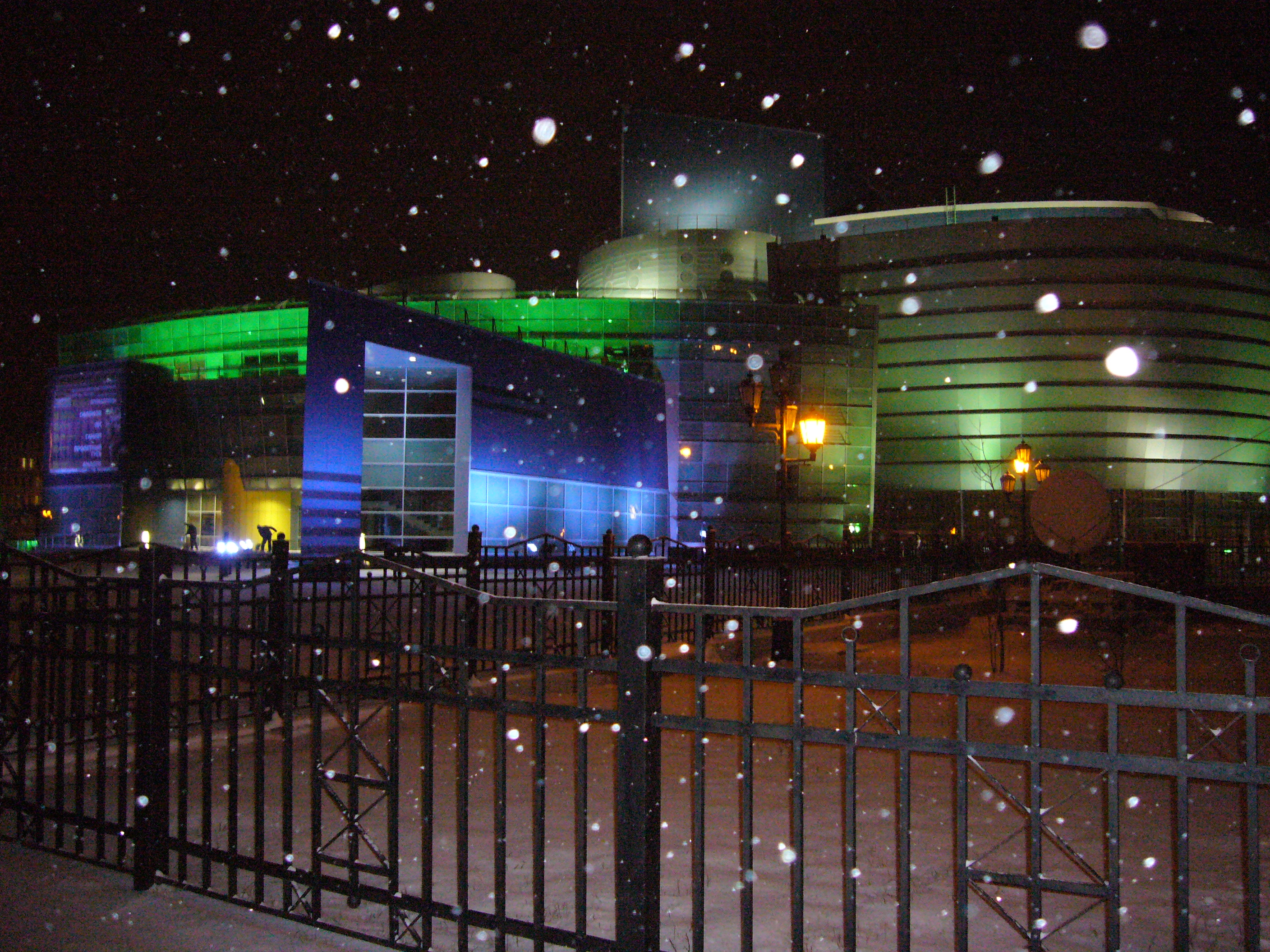